# Comissió Juncker

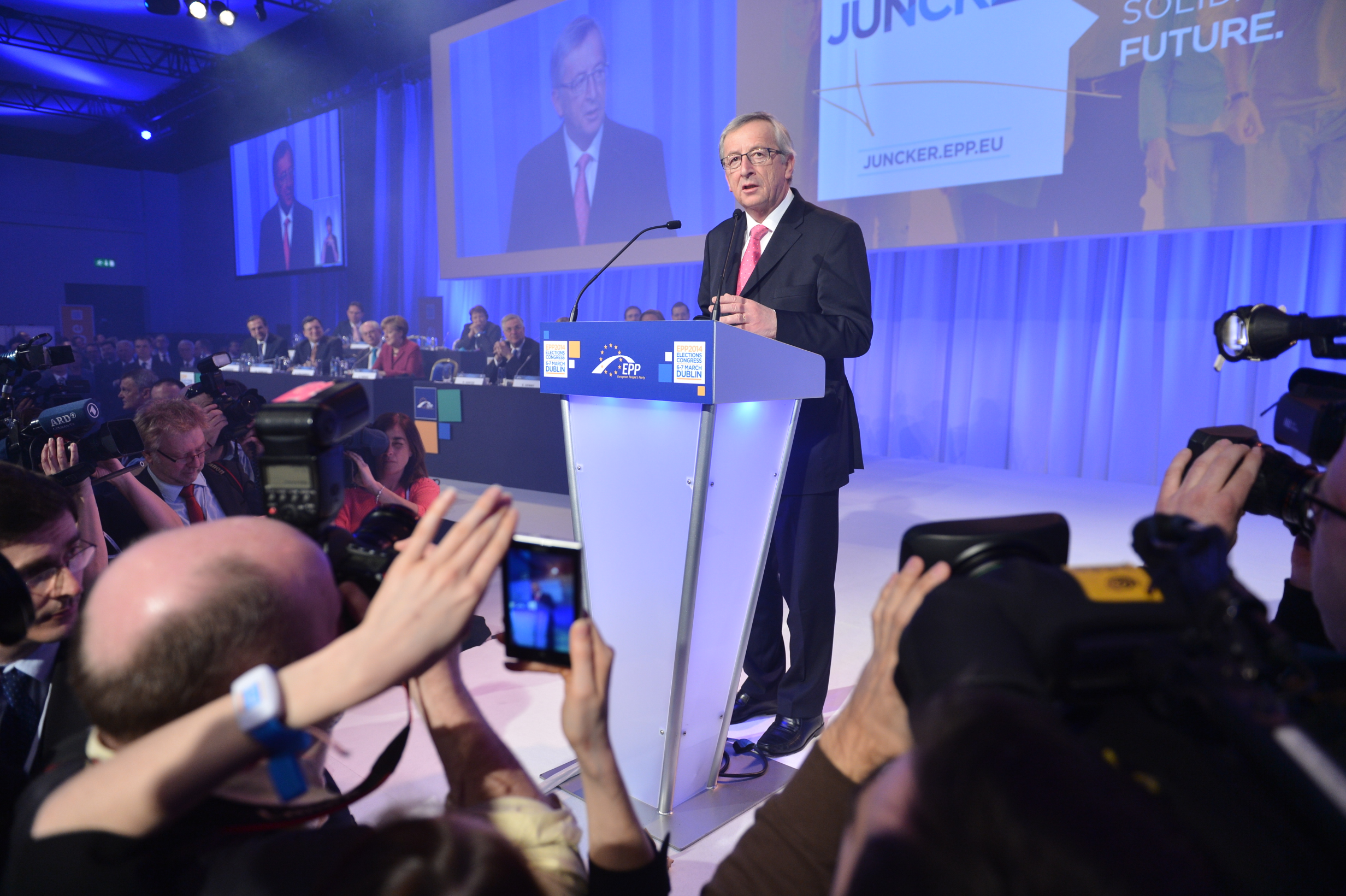
Juncker en una conferència el març de 2014.

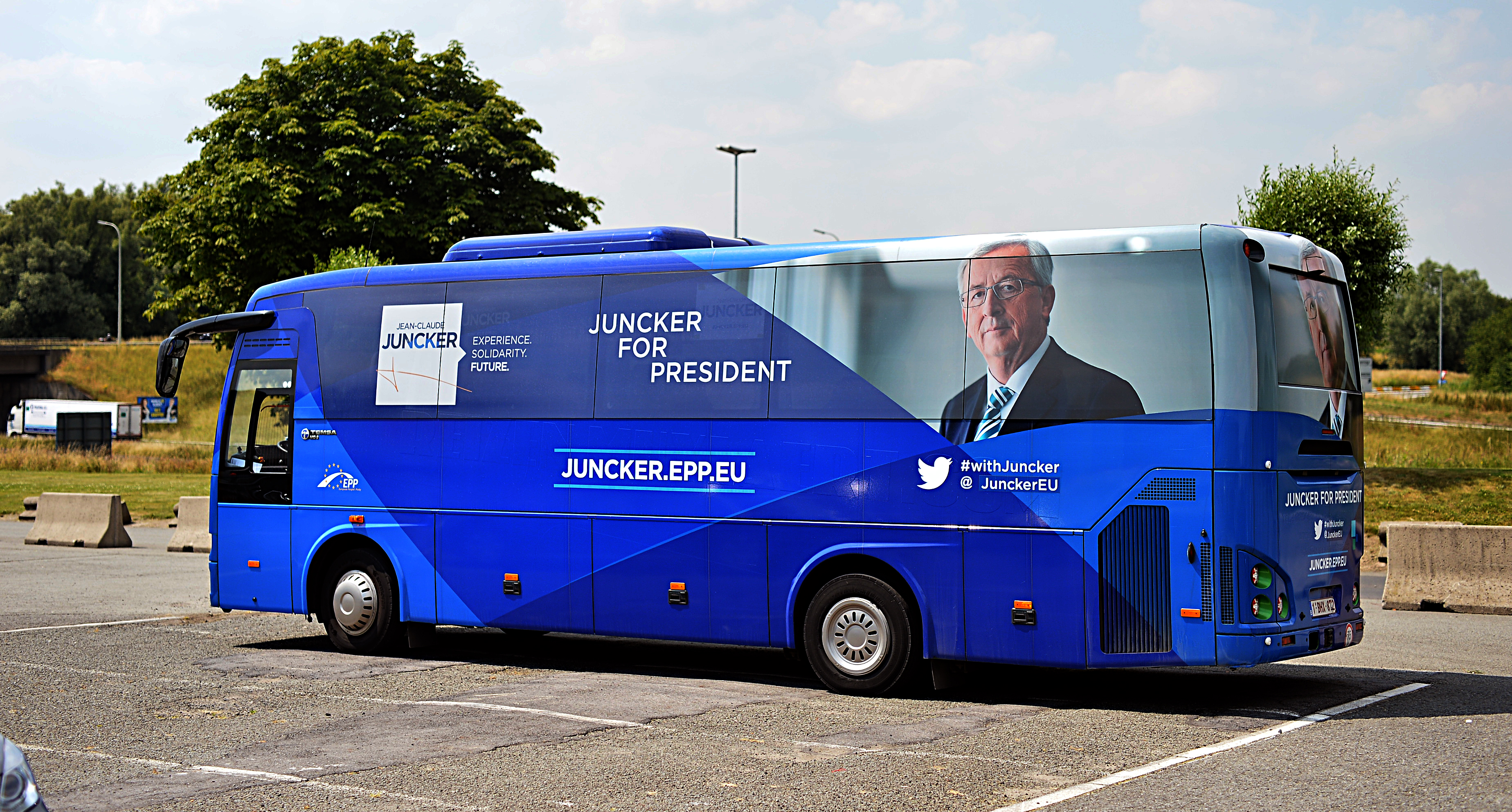
Els bus emprat durant la campanya de 2014.

La comissió Juncker és la comissió presidida pel luxemburguès Jean-Claude Juncker, que inicià el seu mandat l'1 de novembre de 2014. El juliol del mateix any Juncker fou oficialment elegit per a substituir José Manuel Barroso, que fou reelegit pel Parlament Europeu per a cinc anys més, des de 2009 fins a 2014.

## Elecció
Entre el 6 i 7 de març de 2014, en el Congrés del Partit Popular Europeu (PPE) que tingué lloc a Dublín fou elegit Jean-Claude Juncker com a candidat dels populars a la Presidència de la Unió Europea, després de derrotar l'altre candidat, Michel Barnier.
En les eleccions al Parlament Europeu de 2014, el PPE feu campanya amb Juncker com a candidat a ocupar la presidència de la Comissió Europea, enfrontant-se a Martin Schulz, candidat del Partit Socialista Europeu; Guy Verhofstadt, candidat liberal; Ska Keller, candidata dels verds; i Alexis Tsipras, candidat del Partit de l'Esquerra Europea. Juncker visità els Estats membres de la Unió Europea i participà en diversos debats amb els candidats de la resta de partits polítics europeus. El PPE resultà guanyador de les eleccions, tot i que hagué de pactar amb els socialdemòcrates, segona força al Parlament, per a obtenir la majoria absoluta necessària per a ser elegit president. A aquest pacte s'hi sumaren també els liberals. El 27 de juny, el Consell Europeu proposà Juncker com a candidat. Més endavant, el 15 de juliol, el Parlament Europeu trià Juncker com a President per a succeir a José Manuel Durão Barroso a partir del novembre de 2014.
Juncker subratllà una agenda política de deu punts per a desenvolupar durant la seva presidència, orientada a l'ocupació i el creixement econòmic.
Després d'això, Juncker proposà junt al Consell els diferents comissaris que compondrien la nova Comissió. Aquests foren sotmesos a una sèrie d'audiències davant del Parlament, que exigí alguns canvis; com ara la sortida d'Alenka Bratusek i l'entrada de Violeta Bulc. La Comissió en el seu conjunt fou aprovada pel Parlament el 22 d'octubre de 2014 i entrà en funcions l'1 de novembre.

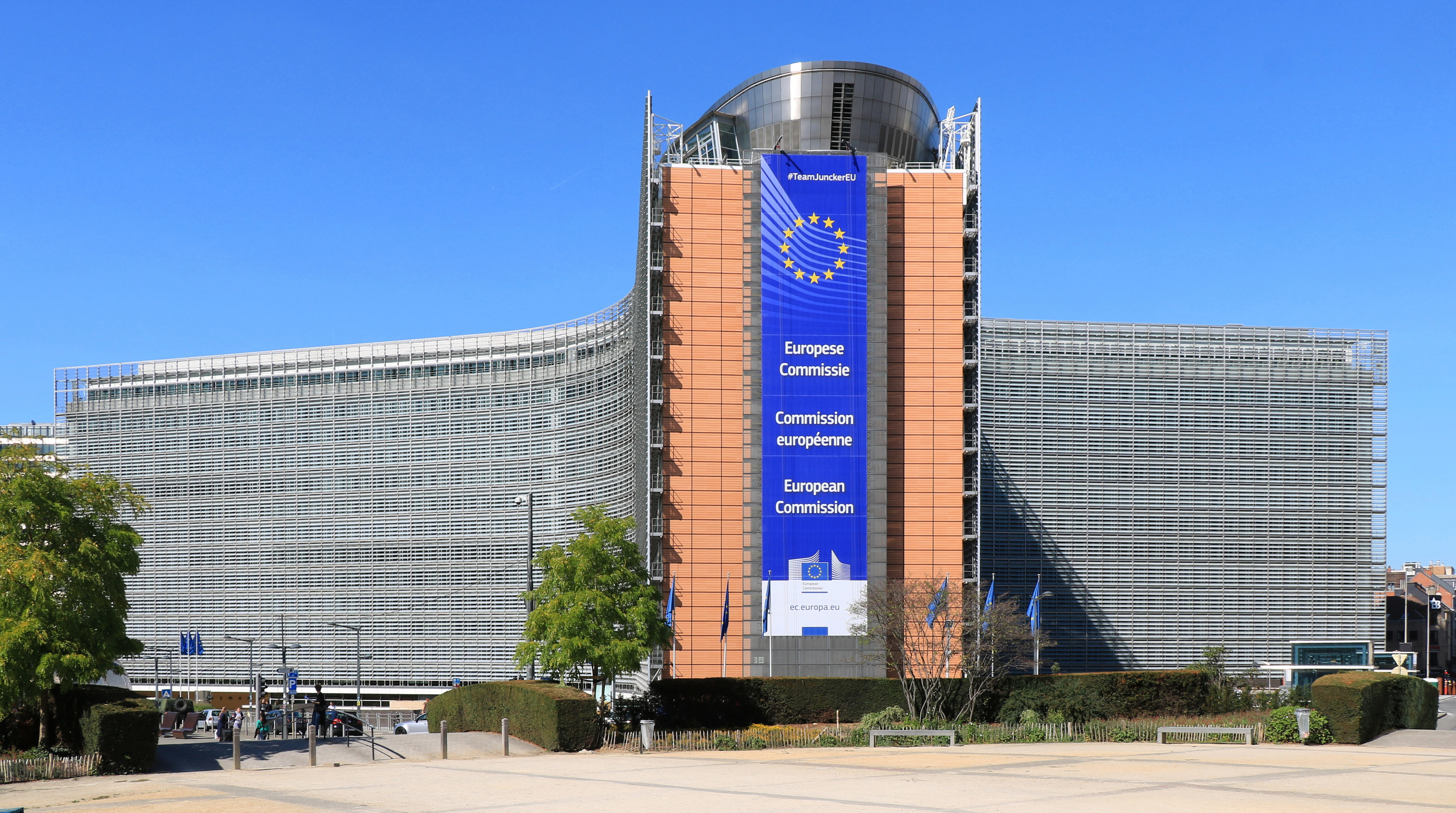
La Comissió Europea a Brussel·les

## Llista de comissaris
El col·legi de comissaris de la Unió Europea, que actua sota la presidència de Jean-Claude Juncker, està format per les següents persones:
Llegenda: [     ] centredreta (PPE) - [     ] centreesquerra (PSE) - [     ] liberal (ALDE)
| Nominat               | Fotografia                                                                                     | Càrrec                                                                    | Estat         | Partit                     |
| --------------------- | ---------------------------------------------------------------------------------------------- | ------------------------------------------------------------------------- | ------------- | -------------------------- |
| Jean-Claude Juncker   |                                                                                                | Presidència                                                               | Luxemburg     | PPE Nacional: CSV          |
| Frans Timmermans      |                                                                                                | Primera vicepresidència                                                   | Països Baixos | PSE Nacional: PvdA         |
| Frans Timmermans      | Relacions Institucionals i Estratègia de Comunicació, Justícia, Drets Fonamentals i Ciutadania |                                                                           | Països Baixos | PSE Nacional: PvdA         |
| Kristalina Georgieva  |                                                                                                | Vicepresidència                                                           | Bulgària      | PPE Nacional: Independent  |
| Kristalina Georgieva  | Programació Financera i Pressupostos                                                           |                                                                           | Bulgària      | PPE Nacional: Independent  |
| Maroš Šefčovič        |                                                                                                | Vicepresidència                                                           | Eslovàquia    | PSE Nacional: SMER-SD      |
| Maroš Šefčovič        | Energia                                                                                        |                                                                           | Eslovàquia    | PSE Nacional: SMER-SD      |
| Jyrki Katainen        |                                                                                                | Vicepresidència                                                           | Finlàndia     | PPE Nacional: KOK          |
| Jyrki Katainen        | Indústria i Esperit Empresarial                                                                |                                                                           | Finlàndia     | PPE Nacional: KOK          |
| Valdis Dombrovskis    |                                                                                                | Vicepresidència                                                           | Letònia       | PPE Nacional: Unitat       |
| Valdis Dombrovskis    | Euro i Diàleg Social                                                                           |                                                                           | Letònia       | PPE Nacional: Unitat       |
| Andrus Ansip          |                                                                                                | Vicepresidència                                                           | Estònia       | ALDE Nacional: Reformista  |
| Andrus Ansip          | Agenda Digital                                                                                 |                                                                           | Estònia       | ALDE Nacional: Reformista  |
| Federica Mogherini    |                                                                                                | Vicepresidència                                                           | Itàlia        | PSE Nacional: PD           |
| Federica Mogherini    | Afers exteriors i Política de Seguretat                                                        |                                                                           | Itàlia        | PSE Nacional: PD           |
| Věra Jourová          |                                                                                                | Justícia, Drets Fonamentals i Ciutadania, Salut i Protecció al Consumidor | Txèquia       | ALDE Nacional: ANO         |
| Günther Oettinger     |                                                                                                | Economia digital i Societat (2014)-(2017)                                 | Alemanya      | PPE Nacional: CDU          |
| Mariya Gabriel        |                                                                                                | Economia digital i Societat (2017)-(2019)                                 | Bulgària      | UID Nacional: ГЕРБ         |
| Pierre Moscovici      |                                                                                                | Assumptes Econòmics i Financers, Fiscalitat i Unió Duanera                | França        | PSE Nacional: PS           |
| Marianne Thyssen      |                                                                                                | Ocupació, Assumptes Socials, Qualificació i Mobilitat Laboral             | Bèlgica       | PPE Nacional: CD&V         |
| Corina Crețu          |                                                                                                | Política Regional                                                         | Romania       | PSE Nacional: PSD          |
| Johannes Hahn         |                                                                                                | Ampliació i Política Europea de Veïnatge                                  | Àustria       | PPE Nacional: ÖVP          |
| Dimitris Avramopoulos |                                                                                                | Immigració i Assumptes d'Interior i Ciutadania                            | Grècia        | PPE Nacional: ND           |
| Vytenis Andriukaitis  |                                                                                                | Salut i Política de Consumidors                                           | Lituània      | PSE Nacional: SDP          |
| Jonathan Hill         |                                                                                                | Estabilitat Financiera, Serveis Financers i Unió dels Mercats de Capital  | Regne Unit    | GCRE Nacional: Conservador |
| Elżbieta Bieńkowska   |                                                                                                | Mercat Interior, Indústria, Emprenedoria i PIMEs                          | Polònia       | PPE Nacional: PO           |
| Miguel Arias Cañete   |                                                                                                | Acció pel Clima i Energia                                                 | Espanya       | PPE Nacional: PP           |
| Neven Mimica          |                                                                                                | Cooperació Internacional i Desenvolupament                                | Croàcia       | PSE National: SDP          |
| Margrethe Vestager    |                                                                                                | Competència                                                               | Dinamarca     | ALDE Nacional: RV          |
| Violeta Bulc          |                                                                                                | Transport                                                                 | Eslovènia     | ALDE Nacional: SMC         |
| Cecilia Malmström     |                                                                                                | Comerç                                                                    | Suècia        | ALDE Nacional: FP          |
| Karmenu Vella         |                                                                                                | Medi Ambient, Assumptes Pesquers i Marítims                               | Malta         | PSE Nacional: PL           |
| Tibor Navracsics      |                                                                                                | Educació, Cultura, Joventut i Esport                                      | Hongria       | PPE Nacional: Fidesz       |
| Carlos Moedas         |                                                                                                | Recerca, Innovació i Ciència                                              | Portugal      | PPE Nacional: PSD          |
| Phil Hogan            |                                                                                                | Agricultura i Desenvolupament Rural                                       | Irlanda       | PPE Nacional: FG           |
| Christos Stylianides  |                                                                                                | Ajuda Humanitària i Reacció a la Crisi                                    | Xipre         | PPE Nacional: DISY         |
| Julian King           |                                                                                                | Comissari Europeu de Seguretat (2016-2019)                                | Regne Unit    | Independent                |